# Graf mieszany

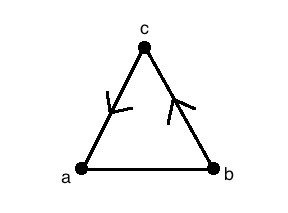
Przykład grafu mieszanego

Graf mieszany – w teorii grafów, graf, który zawiera zarówno krawędzie nieskierowane, jak i skierowane (nazywane łukami). Formalnie jest to trójka zbiorów {\displaystyle (X,U\cup V),} przy czym {\displaystyle X} jest zbiorem wierzchołków grafu, {\displaystyle U} zbiorem uporządkowanych par elementów z {\displaystyle X} (krawędzi skierowanych), a {\displaystyle V} zbiorem nieuporządkowanych par elementów z {\displaystyle X} (krawędzi nieskierowanych).
Graf mieszany jest połączeniem grafu nieskierowanego oraz skierowanego.
Za pomocą grafu mieszanego można modelować między innymi sieć ulic miasta. Krawędzie skierowane w tym modelu odpowiadają ulicom jednokierunkowym.

## Terminologia
W grafie mieszanym, stopniem wierzchołka nazywa się liczbę krawędzi i łuków z nim incydentnych.
Graf mieszany nazywa się spójnym, jeśli spójny jest graf zwykły powstały z niego przez zastąpienie wszystkich łuków krawędziami nieskierowanymi.